# Dâlga, Călărași
Dâlga este un sat în comuna Dor Mărunt din județul Călărași, Muntenia, România.